# 喀麥隆博科聖地叛亂
喀麥隆博科聖地叛亂是由奈及利亞伊斯蘭叛亂延續而來的軍事衝突。博科聖地成員越過奈及利亞與喀麥隆的邊境進入喀麥隆極北區，發動一系列的攻擊行動。

## 歷史

### 2014年
12月28日至12月29日 — 政府軍對博科聖地展開反擊，殺死數十名成員。 

### 2015年
1月3日 — 博科聖地攻擊一輛巴士，造成15人喪生。
1月12日 — 一名喀麥隆士兵死於博科聖地的襲擊。至少143名博科聖地成員被喀麥隆軍隊殺死。 
1月18日 — 傳出博科聖地監禁虐待八十位平民。

### 2021年
博科聖地因與伊斯蘭國西非省和安薩魯的雙方合作下，進行了競爭和內鬥，以及和喀麥隆政府軍的作戰失利，從領導人阿布巴卡爾·謝考於2021年5月戰死奈及利亞森林後，以及該場戰爭相關的指揮官或其他組織首領相繼死亡，截至8月初已有數百至千名的博科聖地成員（包括戰鬥人員和他們的家人）向喀麥隆當局投降，剩下一些區域仍然還有部分的零星反抗與隨機襲擊，以及組織內部作戰生還的少數激進份子，持續在荒野或當地鄉村或其他區域與友方組織共同進行游擊戰。

## 外部連結
- Boko Haram Fighting for their Last Territorial Stronghold, 23 April 2015
- Blench, R. M., Daniel, P. & Hassan, Umaru (2003): Access rights and conflict over common pool resources in three states in Nigeria. Report to Conflict Resolution Unit, World Bank (extracted section on Jos Plateau（页面存档备份，存于）)
- Understanding the Islamist insurgency in Nigeria, 23 May 2014 by Kirthi Jayakumar.
- Muslims should unite to fight Boko Haram Insurgency – Sultan, 30 November 2014